# 오자와 유키
오자와 유키(일본어: 小澤 雄希, 1983년 10월 4일 ~ )는 일본의 전 축구 선수이다.

## 구단 경력
과거 미토 홀리호크, 쇼난 벨마레, SC 사가미하라, 카마타마레 사누키에서 활동하였다.